# Safran Aircraft Engines

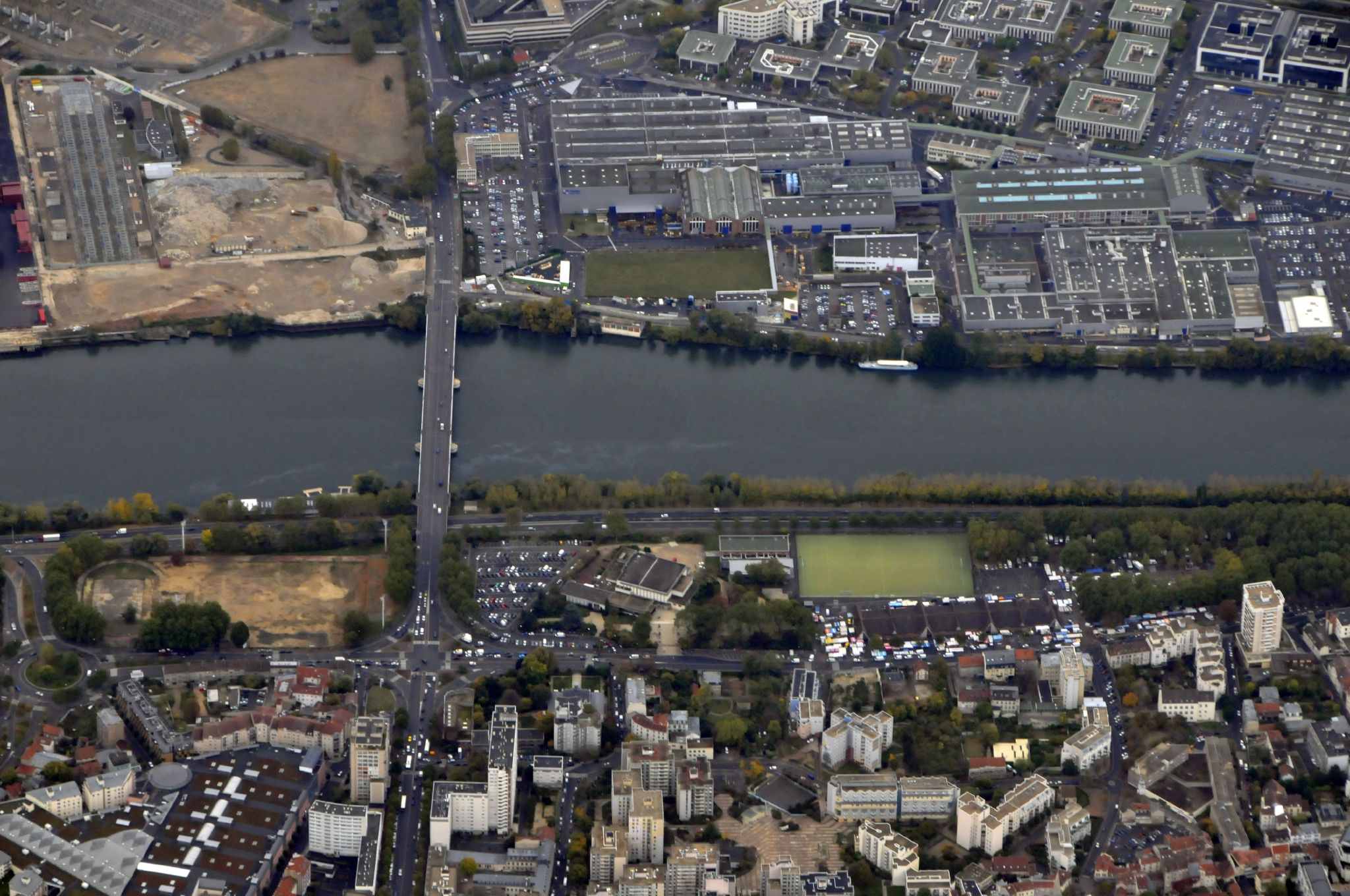
Lo stabilimento della SNECMA a Gennevilliers.

SNECMA è un'azienda francese leader nel mondo nel settore aerospaziale, specializzata nella fabbricazione di motori per l'industria aeronautica e aerospaziale.

L'acronimo SNECMA stava per Société Nationale d'Étude et de Construction de Moteurs d'Aviation fino al 2005, quando l'azienda si è fusa con Sagem per formare SAFRAN.

## Storia
La SNECMA è stata creata il 29 maggio 1945 dalla nazionalizzazione di Gnome et Rhône, uno dei più grandi gruppi aerospaziali in Francia ai tempi.

Successivamente ha incorporato numerose altre aziende, in particolare, con l'acquisizione della Société européenne de propulsion la Snecma è rientrata nel mercato della propulsione spaziale.

Nel 2000, è stata creata la holding Groupe Snecma, per gestire tutte le diverse attività nel frattempo incorporate; la società, all'interno del Groupe Snecma ha preso il nome di Snecma Moteurs.

La società ha ripreso il nome Snecma con la fusione del Groupe Snecma e Sagem nel 2005 per formare SAFRAN, contestualmente il nome Snecma ha cessato di essere un acronimo.

Il 1º febbraio 2009, Snecma Moteurs e Snecma Services hanno riunito le loro attività, e l'entità di sistemi di controllo del motore è stata trasferita dalla Hispano-Suiza (sempre del gruppo SAFRAN) a Snecma.

Nel 1961 produsse in collaborazione con Bristol Siddeley il motore Olympus 320 per il BAC TSR-2 e poi con Rolls-Royce Limited il motore Olympus 593 per il Concorde, entrambi della famiglia Rolls-Royce Olympus.

Nel 1968 prende il controllo di Hispano-Suiza, Sochata e Bugatti.

Nel 1973 prende il pieno controllo di Messier-Hispano e nel 1977 crea la Messier-Hispano-Bugatti (chiamate più tardi Messier-Bugatti).

Nel 1974 crea con General Electric una Joint venture: CFM International.

Nel 2004 crea con NPO Saturn una Joint venture: PowerJet.

Nel 2005 si unisce con Sagem a formare SAFRAN.

## Gamma di prodotti

### Propulsione civile
- Olympus 593 50% (con Rolls-Royce Limited)
  - Concorde
- CFM56 50% (nella joint venture CFM International con GE Aviation)
  - A318 / A319 / A320 / A321 / A340
  - Boeing 737
  - Douglas DC-8
- CF6 10-20% (con GE Aviation, la percentuale dipende dal modello)
  - Airbus A300 / A310 / A330
  - Boeing B747 / B767
  - McDonnell Douglas DC-10 / MD-11
- GE90 23.5% (con GE Aviation)
  - Boeing 777
- GP7200 10% (nella joint venture Engine Alliance con GE Aviation e Pratt & Whitney)
  - Airbus A380
- SaM146 50% (in sviluppo da PowerJet, joint venture con la NPO Saturn, Rybinsk, Russia)[1]
  - Sukhoi Superjet 100
- Silvercrest (in sviluppo)
  - Designed for business jets
- LEAP 50% (nella joint venture CFM International con GE Aviation)
  - A319neo / A320neo / A321neo
  - Boeing 737 MAX
  - Comac C919

### Propulsione militare
- CFM56 50%
  - Boeing E-3 Sentry
  - Boeing KC-135 Stratotanker
  - versioni militari del Boeing 737
- M53
  - Dassault Mirage 2000
  - Dassault Mirage 4000
  - Dassault Mirage G8
- M88
  - Dassault Rafale
- Larzac
  - Alpha Jet
- TP400-D6 28%
  - Airbus A400M
- Atar
  - Dassault Étendard IV
  - Dassault Mirage III
  - Dassault Mirage IV
  - Dassault Mirage 5
  - Dassault Mirage 50
  - Dassault Mirage F1
  - Dassault Mirage G4
  - Dassault Super-Étendard
  - Dassault Super Mystère
  - SNCASO SO.4050 Vautour
- Tyne
  - Aérospatiale MBB C-160 Transall
  - Breguet Br 1150 Atlantic/Dassault Atlantique 2

### Propulsione spaziale
- Vulcain 2
  - Ariane 5 ECA
- HM7B
  - Ariane 5 ECA
- Vinci
  - Ariane 5 ECB
- Snecma PPS1350
  - SMART-1